# Jaroslav Mareš
Jaroslav Mareš (* 28. Dezember 1937 in Brno; † 5. Mai 2021 in Prag) war ein tschechischer Schriftsteller und Reisender.

## Leben
Er studierte Außenwirtschaft an der Wirtschaftshochschule in Prag und trat nach seiner Promotion bei der staatlichen tschechoslowakischen Fluggesellschaft ein. Lange Jahre arbeitete er als Direktor der Niederlassung in Iran und später in Kanada.
Mareš besuchte insgesamt 92 Staaten. Seine Liebe zur Natur führte ihn zu entfernten Regionen. Im nördlichen Botswana entdeckte er den größten Raubkäfer der Welt, den Manticora imperator, den er 1976 beschrieb. Er spezialisierte sich an der Erforschung dieser Käferart und beschrieb später noch drei weitere Unterarten.
Er besuchte bekannte Fundorte von Dinosauriern, darunter Nemegt in der Mongolei, Tendaguru in Tansania, Red Deer in Alberta, Fundorte in Utah, Colorado, Montana und Patagonien und unterhält weiterhin Kontakte zu Paläontologen in der ganzen Welt. 1978 organisierte er eine Reise in das Grenzgebiet zwischen Brasilien und Venezuela in die Region der Curupira-Stämme.

## Werke
Über seine Erlebnisse schrieb er insgesamt fünfzehn Bücher.

### Reiseberichte
- V tropech tří světadílů (In den Tropen dreier Kontinente)
- Nejkrásnější brouci tropů (Die schönsten Käfer der Tropen)
- Yetti (Der Yeti)
- Hledání Ztraceného světa (Die Suche nach der Vergessenen Welt)
- Legendární příšery a skutečná zvířata (Legendäre Ungeheuer und wirkliche Tiere)
- Záhada dinosaurů (Das Geheimnis der Dinosaurier)
- Po záhadných stopách (Den geheimnisvollen Spuren folgend)
- Detektivem v říši zvířat (Ein Detektiv im Reich der Tiere)
- Tyrkysová karavana (Eine türkise Karawane)
- Svět tajemných zvířat (Die Welt der geheimnisvollen Tiere)
- Hrůza zvaná Kurupira (Der Schrecken namens Kurupira)
- Gladiátoři druhohor (Die Gladiatoren des Mesozoikums)
- Dračí chrám (Ein Drachendom)
- Jezero krokodýlích čarodějů (Der See der Krokodilzauberer)
- Manticora (englisch).
- Kurupira – zlověstné tajemství (Kurupira – das unheilvolle Geheimnis)
- Démonická stolová hora v srdci amazonských pralesů (Der dämonische Tafelberg im Herzen der Urwälder des Amazonas)
- Tajemství stolové hory v srdci brazilského pralesa (Das Geheimnis des Tafelbergs im Herzen des brasilianischen Urwalds)

### Sonstige Publikationen
- Novinka! (Neuheit!)